# Zelenogorsk (Saint-Pétersbourg)
Pour les articles homonymes, voir Zelenogorsk.
Zelenogorsk (en russe : Зеленогорск ; en finnois : Terijoki) est une ville sous la juridiction de Saint-Pétersbourg. Sa population s'élevait à 12 859 habitants en 2010.

## Géographie
Zelenogorsk est située à 46 km au nord-ouest de Saint-Pétersbourg. C'est une station balnéaire prisée des Pétersbourgeois, au bord du golfe de Finlande de la mer Baltique. Elle est bordée au nord par le village de Léninskoïé.

## Histoire

### Du temps de la Suède jusqu'en 1721
Il y avait un petit village de pêcheurs, nommé en finnois Terijoki, composé de vingt-neuf foyers au XVIIe siècle.

### Du temps de la Russie impériale de 1721 à 1917

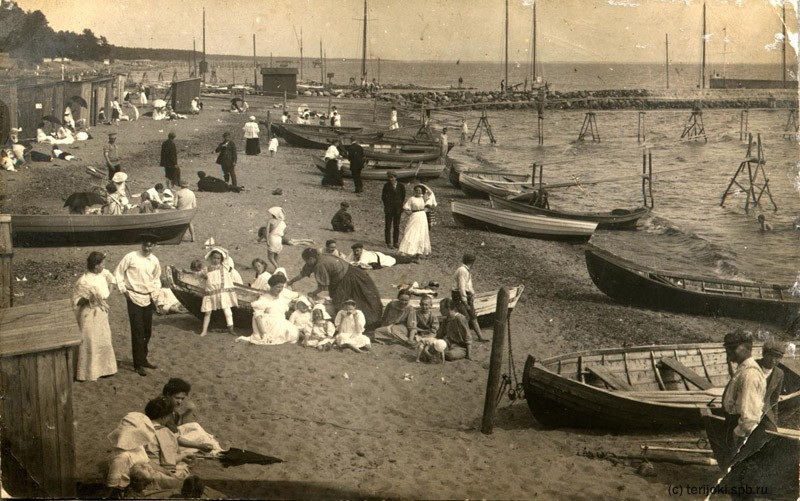
Vue de la plage vers 1914

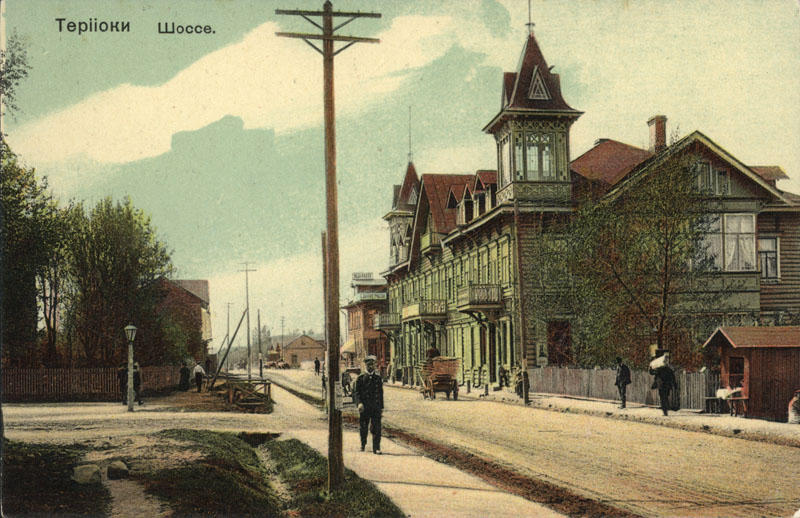
Vue de la ville vers 1910

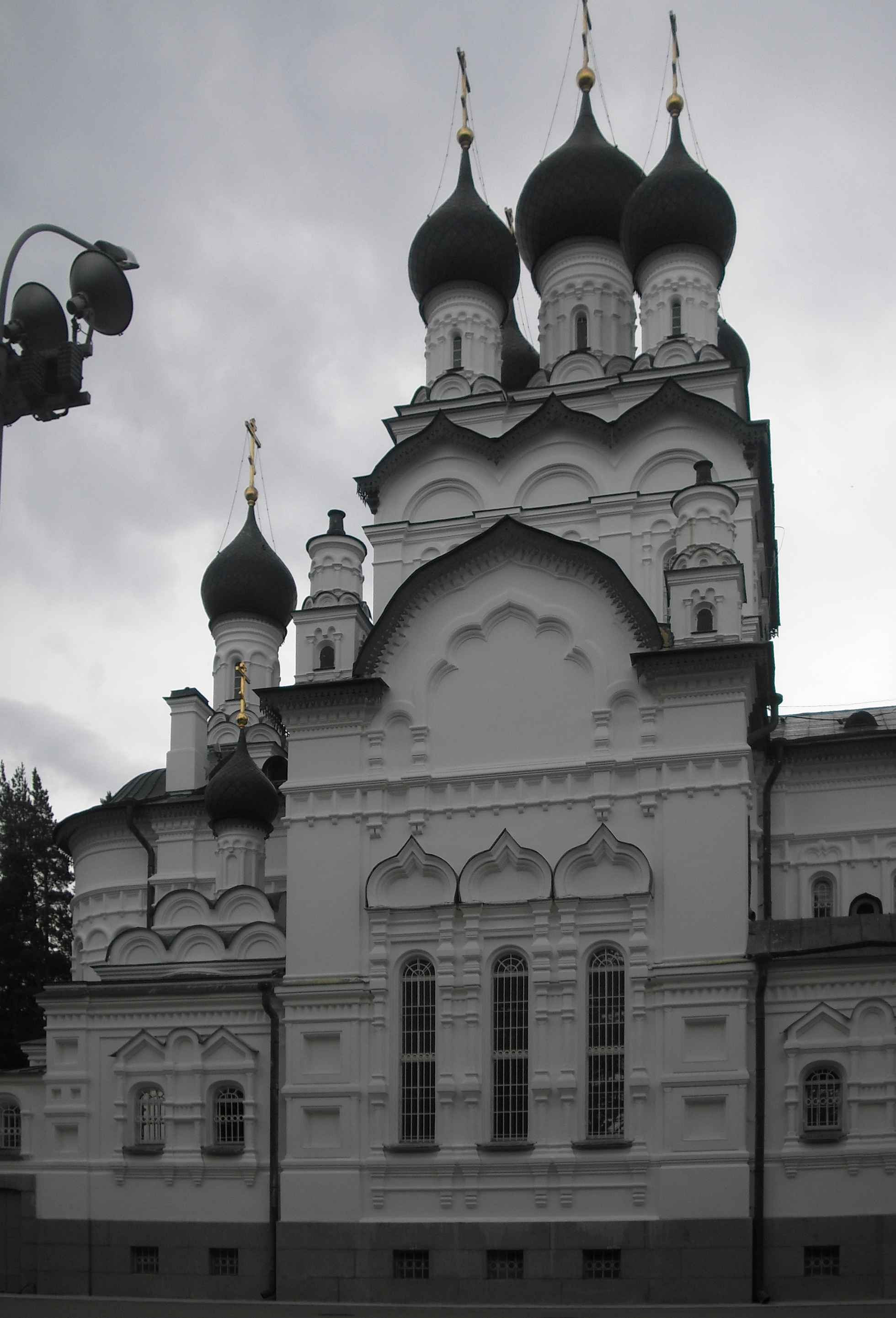
Vue de l'église ND de Kazan, reconstruite en 1910-1915

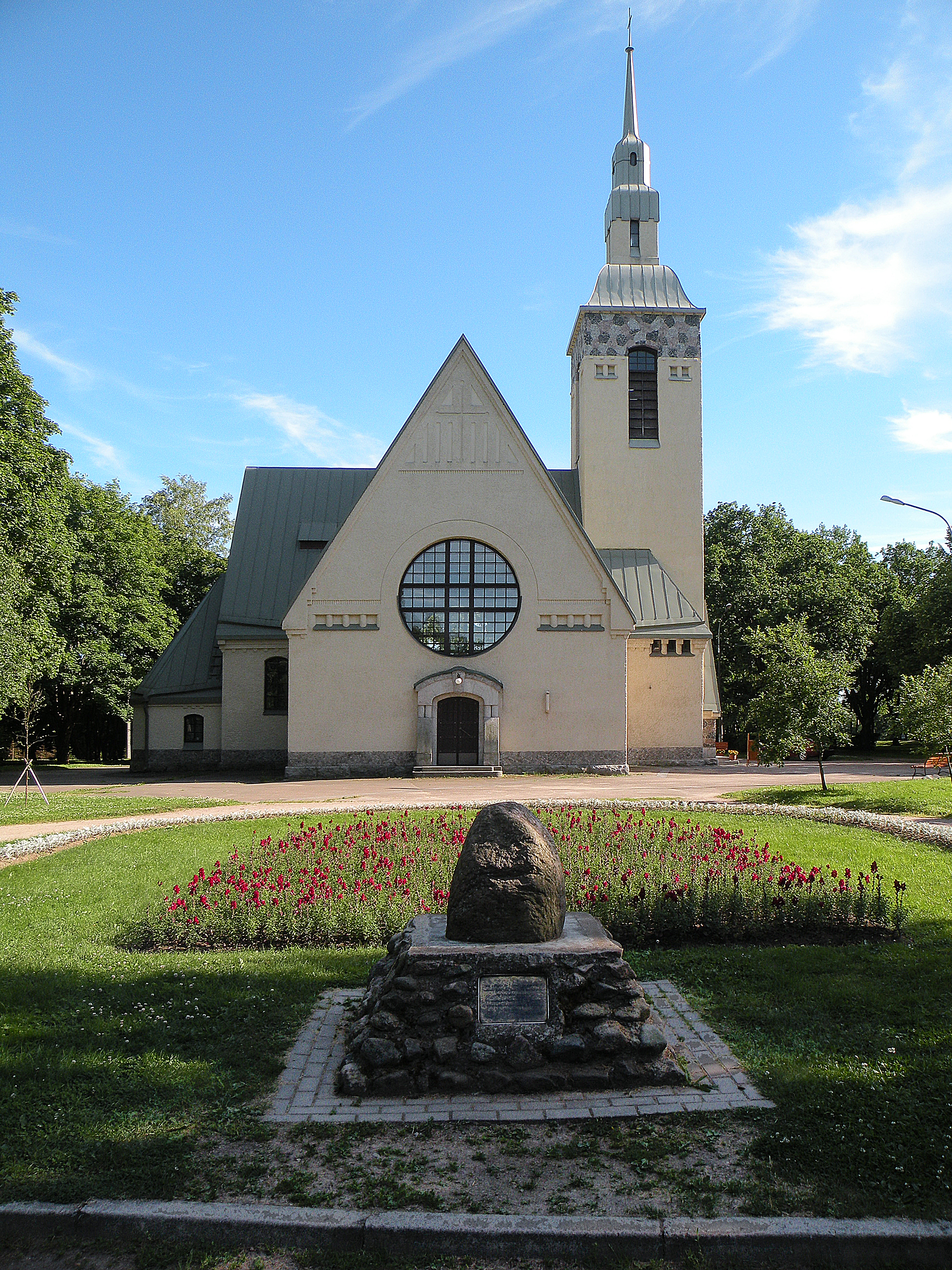
L'église luthérienne construite en 1907-1908 par Josef Stenbäck

La région entre dans l'Empire russe en 1721 après le traité de Nystad et la défaite de l'armée suédoise et le village fait partie du gouvernement de Vyborg. Le village est un arrêt de la route postale vers Vyborg.
Il y avait en 1848 trente-six foyers au village et une petite fabrique de savon. C'est après 1870 que le village s'agrandit de façon significative, grâce au chemin de fer qui relie le grand-duché de Finlande à Saint-Pétersbourg. Les Pétersbourgeois se font construire des résidences secondaires et des datchas. Il y avait jusqu'à dix mille estivants pendant les vacances. Terijoki est aussi à l'époque la frontière avec le grand-duché de Finlande. Il est obligatoire d'avoir un passeport en règle, même pour un sujet russe, pour pénétrer en Finlande un peu plus à l'ouest et au nord. Le grand-duché était une union personnelle avec l'empire. On construit la première église orthodoxe en 1880. L'école primaire finnoise ouvre en 1882 et la russe en 1886. Au recensement de 1897, 2 979 personnes y vivent à l'année dont 40 % de Russes ; 3 500 y vivent dans les années 1900-1910 et 55 000 l'été. La ville est la plus grande station balnéaire du golfe de Finlande à l'époque et compte 1 400 résidences secondaires en 1908 avec quarante-quatre rues et chemins. Il y avait 5 000 habitants à l'année à la veille de 1914. Le territoire de la station de 15 km de long sur 5 km de large est partagé en quatre parties : Keskikülā (le village central), Kekosenpāā (la colline de Kekosen) à l'ouest, Ollinpāā (la colline d'Ollin) à l'est, et Rällälä (la promenade), au nord de la ligne de chemin de fer. Les magasins, les échoppes, les ateliers, les auberges et les services municipaux se trouvent dans le village central, ainsi que les églises, dont l'église luthérienne de la Transfiguration, construite en 1907-1908 par Josef Stenbäck.
Des réunions secrètes du parti ouvrier social-démocrate de Russie s'y tiennent entre 1905 et 1907, ainsi que des conférences de groupes anti-impérialistes. C'est dans cette station balnéaire que les activistes de l'époque cachent leur littérature et leurs premiers dépôts d'armes. Lénine y tient plusieurs conférences ou réunions secrètes avant son exil.
La population qui possède des résidences de vacances et des datchas fait surtout partie de la classe des commerçants, quelques industriels aussi et des fonctionnaires. Komarovo à l'ouest était plus petite et plus élégante. On trouve aussi des membres de l'intelligentsia et de la littérature comme Vikenti Veressaïev, Nikolaï Garine-Mikhaïlovski, Mikhaïl Saltykov-Chtchedrine, ou des officiers comme l'amiral Makarov. Meyerhold, Blok et sa femme Lioubov, Mendeleïev, etc. y viennent régulièrement en séjour. Le peintre Valentin Serov possède une datcha au village d'Inno à côté. Plus tard, Maxime Gorki, Alexandre Kouprine, Korneï Tchoukovski ou l'écrivain Alexandre Sérafimovitch s'y installent.
La ville est électrifiée en 1913 et la poste ouvre la même année, ainsi qu'une station de téléphone et une station de télégraphe. La petite gare de bois est remplacée par une grande gare de pierre en 1917, construite par l'architecte Bruno Granholm.

### Du temps de la Finlande de 1918 à 1939
Terijoki est rattachée au territoire de la Finlande en mai 1918, et pendant la guerre de Finlande qui se déroule du 14 mai 1918 au 14 octobre 1920 contre la Russie bolchévique, Terijoki devient une base de torpilleurs britanniques et des premiers hydravions contre la forteresse de Cronstadt. Des combats y ont lieu jusqu'en 1922. Elle devient dans les années 1930 un lieu de vacances pour les Finlandais, les anciennes villas et datchas ayant été vendues à l'encan par les autorités finlandaises, puisque leurs anciens propriétaires russes, déjà expropriés dans leur propre pays, vivent quelques kilomètres plus loin en URSS, où la propriété privée était abolie et les voyages à l'étranger interdits. On construit aussi des petits hôtels et des maisons de vacances. Il y a alors une centaine de propriétaires terriens dans le village central, deux banques, un casino et sept hôtels en 1939, ainsi qu'un stade et deux cliniques dans la commune. Ollin compte un restaurant, un hôtel, une école et trois magasins importants. On trouve à Rällälä, 140 parcelles privées, une école russe (pour les enfants d'exilés), et une école finnoise, six magasins, un hôtel et une clinique. Un « gouvernement de la République démocratique finlandaise », satellite soviétique, et dirigé par le fondateur du Parti communiste de Finlande Otto Wille Kuusinen entre décembre 1939 et mars 1940, s'installe dans l'ancien mess des officiers, l'URSS craignant une attaque allemande.

### Du temps de l'URSS de 1940 à 1989
L'isthme de Carélie devient soviétique, après la Guerre d'Hiver, lorsque les soviétiques attaquent la Finlande. Terijoki fait partie de la Russie soviétique avec la Carélie par le traité de Moscou (1940). Le village est ruiné et la population civile totalement évacuée vers la Finlande depuis l'automne 1939. On fait venir alors de nouveaux habitants de Léningrad et d'autres endroits d'URSS, mais l'entrée en guerre de l'Allemagne contre l'URSS provoque encore l'évacuation des habitants. L'issue de la Guerre de Continuation (1941-1944), lorsque les Finlandais alliés de l'Allemagne hitlérienne combattent les Soviétiques et sont battus, confirme les frontières. Le traité de Paris de 1947 confirme encore que la région de Vyborg appartient désormais à l'URSS. Terijoki change de nom et devient Zelenogorsk (de Zeleny: vert, et Gor: mont).
Il a été décidé en mai 1940 que l'endroit serait une zone de repos et de vacances pour les habitants de la région de Léningrad. En mai 1941, à la veille de la guerre, on ouvrait encore trois établissements de repos et de vacances (appelés sanatorium en russe) à Terijoki, mais les lieux sont occupés le 31 août 1941 par l'armée finlandaise jusqu'au 11 juillet 1944, alors que son alliée l'armée du Troisième Reich encercle Léningrad. Les derniers Finlandais présents dans la région la quittent définitivement en mai 1944 et l'église luthérienne est fermée. La Carélie est reprise par les Soviétiques au cours du mois de juin et la ville tombe le 11 juin. Les autorités soviétiques décident de redonner vie aux rives et d'en faire à nouveau une zone de vacances. La commune obtient le statut de ville en 1946. Le premier train d'estivants arrive en 1948 dans ce qui est désormais Zelenogorsk. Une nouvelle gare est construite en 1950 et accueille son premier train électrique en 1951.
C'est à cette époque que l'on construit nombre de colonies de vacances et écoles et que la promenade le long de la mer est aménagée. La communauté orthodoxe obtient la réouverture de l'église le 5 juin 1989.

### Aujourd'hui

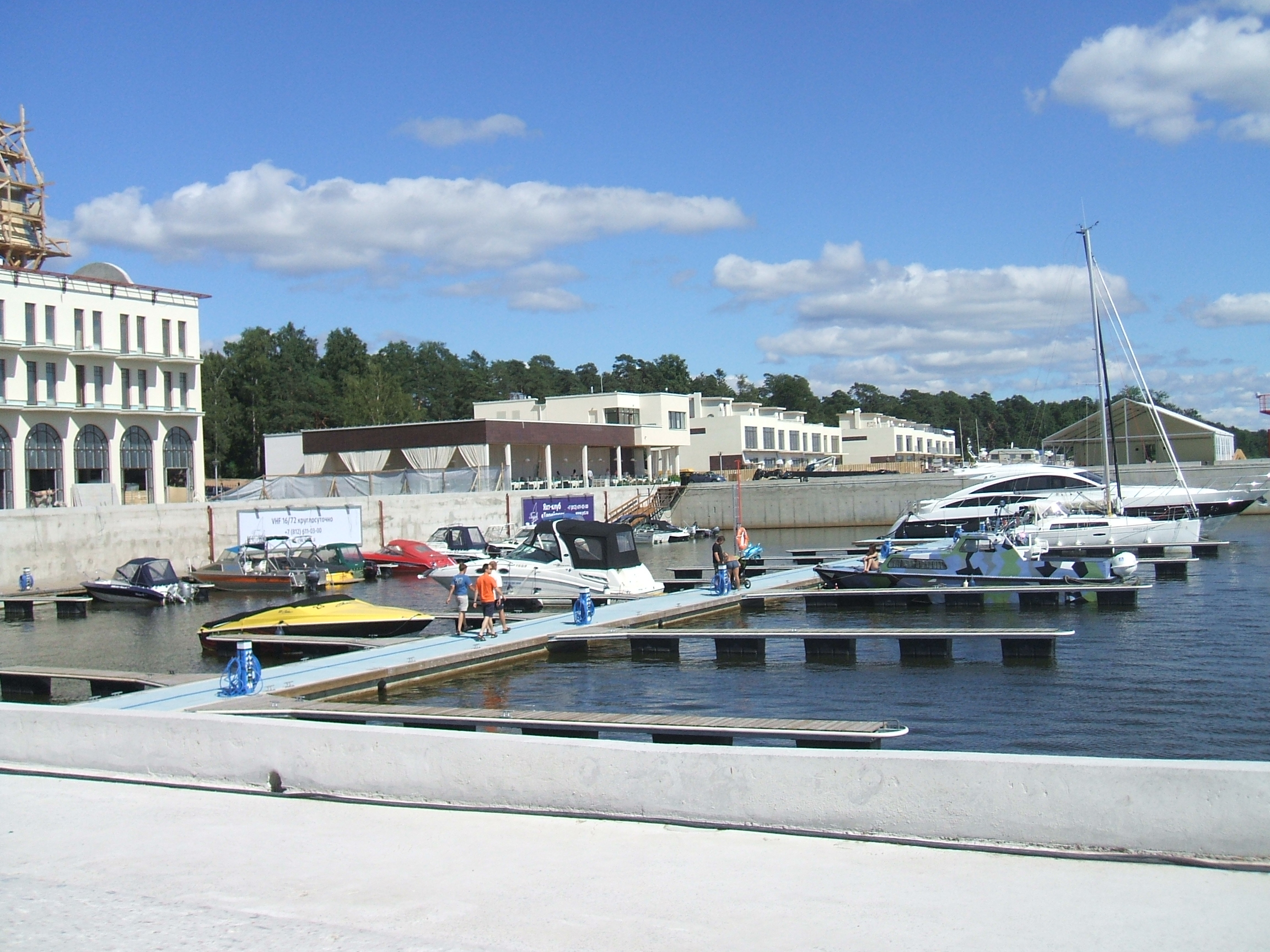
Le Yacht Club

Zelenogorsk appartient depuis 1994 au raïon de Kourort (Kourortny raïon en russe, quartier de station balnéaire en français) faisant partie de la municipalité de Saint-Pétersbourg. L'église luthérienne a été rendue au culte en 1998 et des concerts d'orgue s'y tiennent régulièrement.
Une statue consacrée à la paix et à la réconciliation a été inaugurée devant l'église en 2004.
Un nouveau Yacht Club a été inauguré il y a quelques années devant le petit port de plaisance et la Plage d'Or, couverte de sable, est réputée parmi les Pétersbourgeois.

## Personnalité
- Viljo Vesterinen (1907-1961), accordéoniste finlandais.